# Нада Аль-Ахдал
Нада Аль-Ахдал (араб. ندى الأهدل; нар. 3 березня 2003, Забід, Ємен) — єменська правозахисниця, знана тим, що втекла від двох різних дитячих шлюбів, укладених її батьками. 2013 року опублікувала на YouTube відео з засудженням дитячих шлюбів та розповіддю про те, як її примушували одружитися в дитинстві. Відео стало вірусним і спонукало її висвітлювати практики дитячих шлюбів у Ємені.
Заснувала британську організацію Фонд Нада. На знак визнання її внеску стала лавреаткою премії «Arab Woman» за 2021 рік від Арабського фонду в Лондоні. Посол організації «Роби заради добра» в Іспанії. Вивчала міжнародне право у Великій Британії.

## Перший шлюбний договір
За словами Нади аль-Ахдал та її дядька Абделя Салама аль-Ахдала, у 10 років і 3 місяці її мали видати заміж за багатого іноземця. Її батьки отримали 2000 доларів від нареченого, але дядько намагався відлякати його. Абдель заявив: "Коли я почув про нареченого, я запанікував. Наді не було й 11 років — їй було рівно 10 років і 3 місяці. Я не міг дозволити, щоб її видали заміж і зруйнували її майбутнє". Через те, що наречений втратив інтерес, дівчинка продовжувала жити з батьками, але згодом втекла до дядька. На момент угоди нареченому було 26 років, на 16 років старше Аль-Ахдал.

## Другий шлюбний договір
2013 року, у 10 років, завантажила 2,5-хвилинне відео на YouTube, яке швидко стало вірусним. На відео Аль-Ахдал звинуватила своїх батьків у спробі видати її заміж в обмін на гроші. Відео було опубліковано арабською мовою, але користувач YouTube переклав та завантажив відео з англійськими субтитрами. Користувач Reddit Syd_G поділився ним на сайті, що спонукало до ще більшого поширення в соціальних мережах. Ролик за три дні набрав понад сім мільйонів переглядів.
Сестра Аль-Ахдал вийшла заміж у 14 років. Невдовзі батьки знову уклали договір, щоб Аль-Ахдал у 12 років одружилася у «найближчому майбутньому». Відео починається зі слів: «Це правда, що я втекла від своєї сім'ї. Я більше не можу жити з ними. Досить. Я йду жити до свого дядька. А як щодо дитячої невинності? Що діти вчинили? Чому ти їх так одружуєш?» Вона продовжила, сказавши, що краще помре, ніж вийде заміж, покликаючись на втрачені можливості здобути освіту, випадки самогубства серед молодих наречених і ранню смерть. Вона розповіла про свою тітку, яку видали заміж у 14 років, яка терпіла жорстоке поводження з боку свого значно старшого чоловіка, а згодом облила себе бензином і підпалила.
Щоб не виходити заміж втекла з дому, і її прихистив дядько, технік з монтажу та графіки на телевізійній станції.

## Суперечності
Багато ЗМІ на Близькому Сході засудили заяви Аль-Ахдал як сфабриковані або як обман єменських й ісламських звичаїв. «Ємен пост» звинуватила її у спробі зруйнувати єменські й ісламські звичаї. Арабський журнал «The Majalla» стверджував, що через зв'язки її дядька зі ЗМІ він намагався використати аль-Ахдал, «перетворивши дівчинку-школярку на нову Нуджуд [Алі] Ємену», щоб скасувати дитячі шлюби в Ємені. Батьки заявили, що заяви — вигадки, а сценарій відео написав її дядько. Однак, всупереч заявам батьків, Нада Аль-Ахдал сказала, що вони погрожували вбити за відмову від першого шлюбного договору.

## Вплив
Твердження Аль-Ахдал порушили дискусії про дитячі шлюби в міжнародних ЗМІ. У статтях з усього світу часто цитувалися дослідження Human Rights Watch, які стверджують, що в Ємені відсутній мінімальний вік для шлюбу і що близько половини всіх жінок, які одружилися в Ємені, вийшли заміж дітьми. У статті про Аль-Ахдал Міжнародний політичний форум зазначив: «Деякі статистичні дані можуть допомогти пояснити її історію: згідно з даними ООН, одна з дев'яти дівчат у країнах, що розвиваються, вийде заміж до 15 років, а приблизно 14,2 мільйона дівчаток на рік, ймовірно, стануть маленькими нареченими в наступному десятилітті».
Аль-Ахдал і угоди про дитячі шлюби висвітлювалися в CNN, «Huffington Post», BBC та багатьма іншими медіа. Повідомлення про випадки у світових ЗМІ привернули увагу до проблеми дитячих шлюбів.

## Доробок
3 грудня 2015 року компанія Michel Lafon опублікувала французькою мовою «Історію дівчини, яка виступила проти дитячих шлюбів», авторства Аль-Ахдал і єменської режисерки Хадіджи аль-Саламі. Перша версія французькою мовою називалась «La rosée du matin». Польською мовою вийшла під назвою «Jedenastoletnia zona».
Знялася у фільмі «Я — Ноджум, 10 років, Розлучена».
MBC 1 підготував детальне розслідування її історії.